# DXDP
DXDP (англ. Digital Extra Device Port, цифровой порт дополнительного устройства) — фирменная технология компании Panasonic. Представляет возможность подключения на один цифровой или гибридный порт двух цифровых телефонов серии KX-T76xx.  У каждого из этих телефонов будет свой независимый номер.  
Телефоны включаются последовательно: первый (ведущий) телефон подключается к порту АТС, второй (ведомый) телефон подключается к специальному разъёму ведущего телефона. Максимально допустимая длина линии между ведущим и ведомым телефоном при использовании витой пары с диаметром жил 0.5мм (24AWG) составляет 52м. 
Максимальная ёмкость станций KX-TDA100/200 благодаря этой технологии увеличивается вдвое — KX-TDA100 — максимальное количество портов — 128, KX-TDA200 — максимальное количество портов — 256 .

## Оборудование
Оборудование, поддерживающее интерфейс DXDP:
- АТС:

- KX-TDA30;
- KX-TDA100;
- KX-TDA200;
- KX-TDA600;
- KX-TDE100;
- KX-TDE200;
- KX-TDE600;

- Системные телефонные аппараты:
- KX-T7633;

- KX-T7630;
- KX-T7636;
- KX-T7665;
- KX-DT343;
- KX-DT346;
- KX-DT333;
- KX-DT521;
- KX-DT543;
- KX-DT546.

АТС Panasonic KX-TDA30/100/200/600 поддерживают и функцию XDP, так что имеется возможность подключить к каждому гибридному (4-проводному) порту 2 системных телефона (по первой паре) и 1 обычный аналоговый (по второй паре). Три независимых телефона на один порт – это эксклюзивная функция АТС Panasonic.